# مفهوم (منطق)
مفهوم (به انگلیسی: Comprehension)، چیزی است که بتوان آن را تصور کرد، و در اصطلاح منطقیان چیزی است که در عقل حاصل شود، چه حصول بالقوه باشد چه حصول بالفعل.
مفهوم و معنی ذاتاً یک چیزاند. هر یک از آنها تصوری است که در عقل حاصل شده‌است و اختلاف آنها به نیّت و حصول است. تصوّر شیء، وقتی در مقابل لفظ لحاظ شود معنی نامیده می‌شود، و از این جهت که حاصل در عقل است، مفهوم نامیده می‌شود.
مفهوم عبارت است از صورت ذهنی، خواه در مقابل آن لفظی وضع شده باشد خواه وضع نشده باشد.
در اصطلاح اصولیان، مفهوم در مقابل منطوق است و چیزی است که لفظ دال بر آن است و به دو قسمت موافق و مخالف تقسیم می‌شود:
مفهوم موافق مفهومی است که به طریق مطابقت از کلام حاصل شود و مفهوم مخالف مفهومی است که به طریق التزام از کلام حاصل شود.
همچنین مفهوم به مجموع صفاتی گفته می‌شود که در تصوّر شیء مندرج است. مثلاً تصور انسان متضمّن تصور حیات، نطق، پستاندار و مهره‌دار و … است. یعنی شامل مجموع تصوراتی است که بر او حمل می‌شود. اما مصداق چنین نیست زیرا مصداق شامل مجموع افرادی است که بر آنها صدق می‌کند. به همین جهت نسبت بین مفهوم و مصداق شیء نسبت معکوس است. هر چه مفهوم شیء غنی‌تر باشد، مصداق آن فقیرتر (یعنی تعداد مصادیق آن کمتر) است و هر چه مفهوم فقیرتر باشد تعداد مصداق آن بیشتر است.
مفهوم دارای چند معنی است که از آن جمله است:
1. به مجموع صفات مشترک بین افراد یک صنف، مفهوم گویند. این مفهوم را مفهوم اجمالی گویند.
2. به مجموع صفات ذاتی که تشکیل‌دهنده حد شیء است، مفهوم و چنین مفهومی را مفهوم حاسم گویند. مثل مفهوم انسان که مرکب از حیوان و ناطق است.
3. به مجموع صفات داخل در یک حد، و صفاتی که لازم منطقی آن است، مفهوم و آن را مفهوم ضمنی گویند.
4. به مجموع صفاتی که در ذهن فرد معین یا در ذهن بیشتر افراد جامعه است، و لفظ معینی دال بر آنهاست، مفهوم و آن را مفهوم ذهنی گویند.
5. یکی از معانی مفهوم این است که فقط به مجموع صفات مشترک بین افراد یک صنف گفته نمی‌شود بلکه به صفات مخصوص قسم معینی از این صنف نیز به نحو متناوب گفته می‌شود.
6. نامفهوم چیزی است که درک نمی‌شود یا چیزی است که انسان آن را می‌پذیرد اما معنی آن را درک نمی‌کند برخلاف نامعقول که انسان آن را نه می‌پذیرد و نه معنی آن را درک می‌کند زیرا نامعقول مترادف متناقض است.[۴][۵]

بیشتر منطق دانان ارسطویی مفاهیم را به کلی و جزئی تقسیم و تمایز آن‌ها را تبیین می‌کنند؛ اما برخی معتقدند مفهوم جزئی وجود ندارد و تمام مفاهیم کلی اند.